# オビエド (フロリダ州)
オビエド（Oviedo）は、アメリカ合衆国フロリダ州のセミノール郡にある都市。人口は4万0059人（2020年）。オーランドの北東20キロメートルに位置している。

## 概要
1925年に町として法人化し、1967年に市に昇格した。市名はスペインの都市オビエドに由来していると言われているが、この名が選ばれた経緯は不明である。市名を英語式に発音すると「オビード」になるが、スペイン語の発音を公式としている。
1970年頃までは農業地域でありフロリダの田舎町の雰囲気を残していた。オレンジとセロリの生産が盛んだった。近年はベッドタウン化が進行しているが、古い建築物は文化財として保護されている。
セントラルフロリダ大学のメインキャンパスと付属の研究団地が近くにあり、市民の雇用先となっている。富裕層の住民が多い。

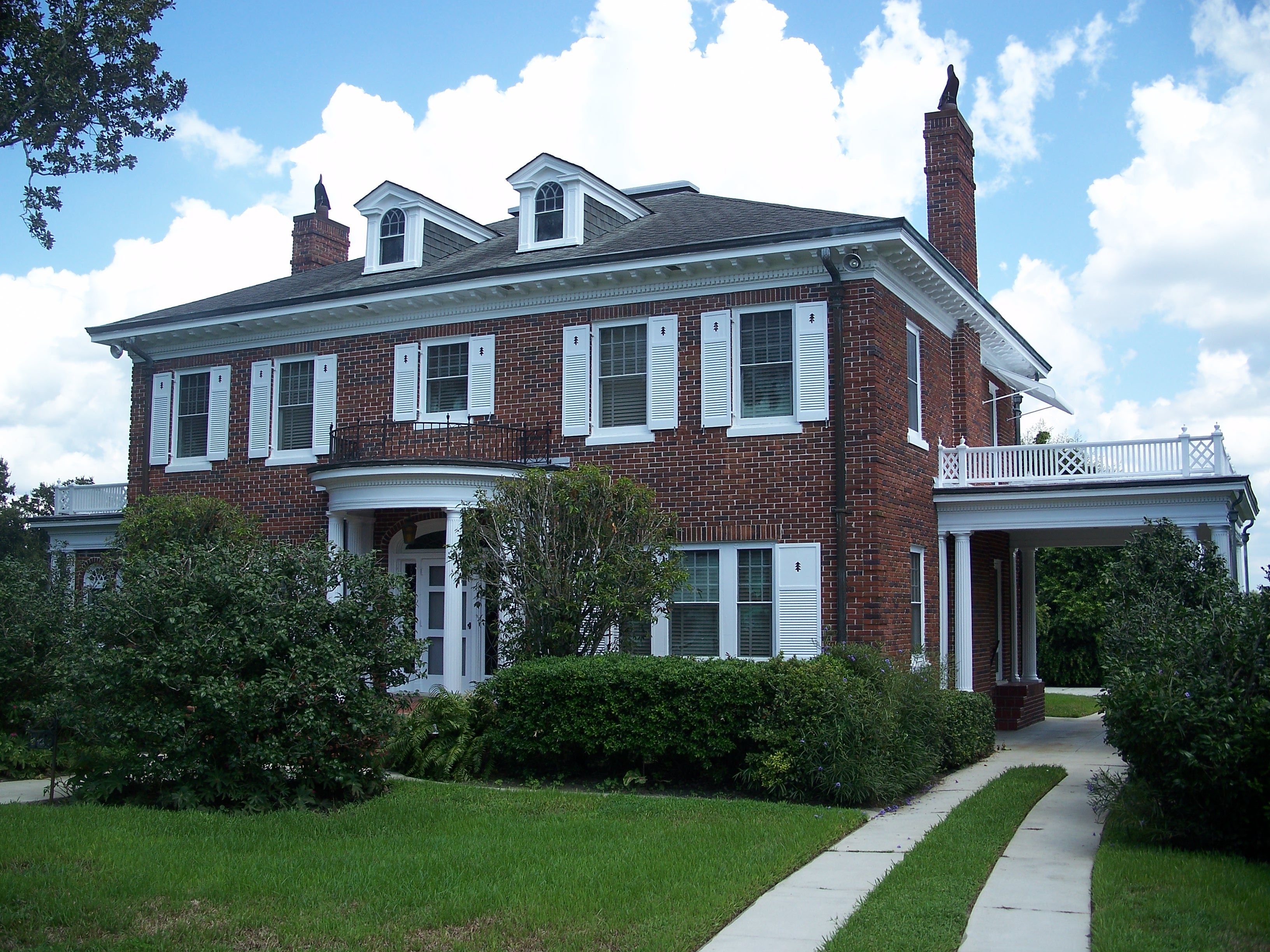
市内の文化財